# Терас, Калью Паулович
Калью Паулович Терас (эст. Kalju Teras; 1922—1990) — советский, эстонский педагог. Народный учитель СССР (1982).

## Биография
Калью Терас родился 24 ноября 1922 года в волости Рынгу (ныне в уезде Тартумаа Эстонии).
В 1931—1936 годах учился в Валгутской 6-классной начальной школе, в 1936–1941 — в гимназии Хуго Треффнера в Тарту.
С 1941 по 1945 год был мобилизован в Красную Армию.
В 1946—1948 годах учился в Таллинском политехническом институте, в 1949—1950 — в Таллиннском педагогическом институте, а в 1956 году окончил исторический факультет Таллиннского педагогического нститута им. Э. Вильде (ныне Таллинский университет) по дистанционному обучению.
В 1948—1949 годах работал в школе села Тагева Валгаского района, в 1949–1950 — в неполной средней школе Рынгу.
С 1951 по 1990 год — директор Пыльтсамской средней школы. При нём было завершено строительство нынешнего здания школы, также разнообразил внеклассные мероприятия учащихся (был создан духовой оркестр девочек, оркестр мальчиков, кружки декоративно-прикладного искусства) и руководил природоохранной деятельностью школы.
Был активным членом Эстонского общества охраны природы.
В 1967–1971 годах был депутатом Верховного Совета Эстонской ССР 7-го созыва.
Умер 14 ноября 1990 года в Пылтсамаа.

## Награды и звания
- Заслуженный учитель Эстонской ССР (1966)
- Народный учитель СССР (1982)
- Орден Ленина
- Орден Трудового Красного Знамени